# Seznam hlasování o důvěře vládě České republiky

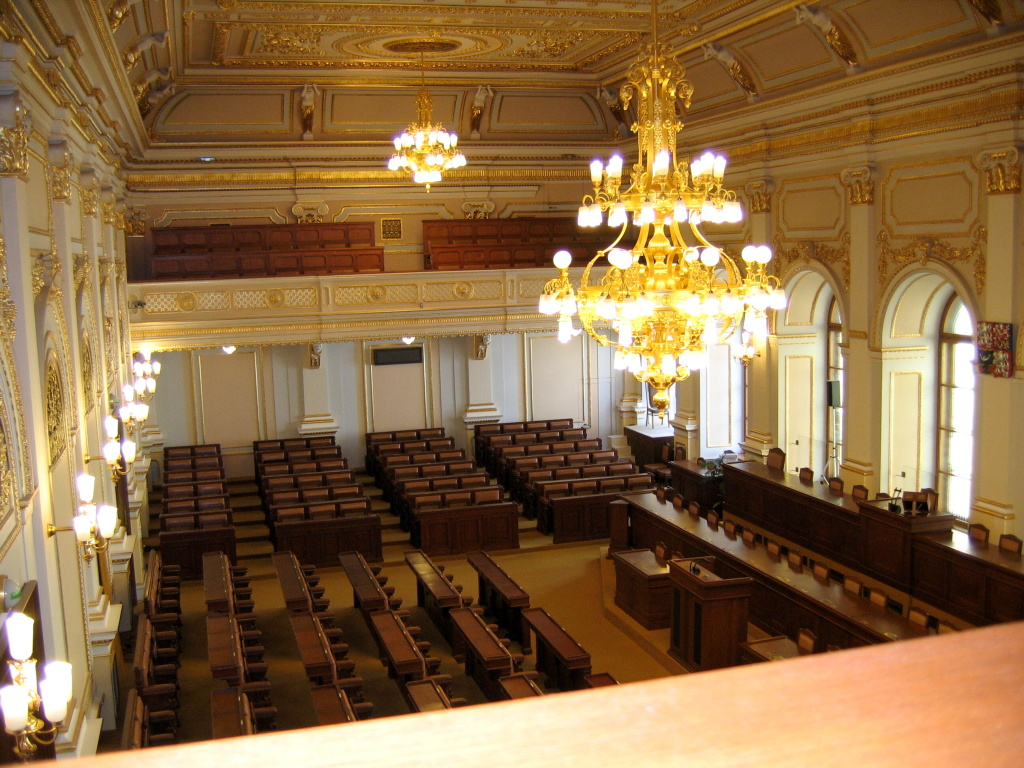
Zasedací sál v Thunovském paláci, kde poslanci hlasují

Vyslovení důvěry či nedůvěry vládě je v právním řádu České republiky základní způsob, jakým Poslanecká sněmovna Parlamentu České republiky rozhoduje o existenci vlády ČR a své podpoře pro ni. Je zakotveno v třetí hlavě Ústavy České republiky a vyplývá z principu, že je vláda coby reprezentant exekutivní moci politicky odpovědna Poslanecké sněmovně.
Poslanecká sněmovna coby reprezentant zákonodárné moci tak plní – vedle své hlavní, zákonodárné funkce – funkci ustavující (ustavuje a uděluje legitimitu vládě po jejím jmenování) a funkci kontrolní (vyjádřením nedůvěry může vládu přimět k demisi). Jiným příkladem ustavující funkce Poslanecké sněmovny je např. volba veřejného ochránce práv nebo navrhování prezidenta NKÚ. Původně nejdůležitější funkci v tomto ohledu měla při volbě prezidenta (společně se Senátem), ta však platila jen do zavedení přímé volby prezidenta v roce 2012. Kontrolní funkci naplňuje také při svém běžném jednání pomocí interpelací členů vlády.
Toto je seznam hlasování Poslanecké sněmovny PČR o vyslovení důvěry či nedůvěry vládě ČR v historii samostatné České republiky, tedy od roku 1993.

## Hlasování o důvěře či nedůvěře vládě
Po zvolení nové Poslanecké sněmovny prezident jmenuje předsedu vlády a na jeho návrh ostatní členy vlády. Do 30 dnů pak vláda musí předstoupit před sněmovnu se žádostí o vyslovení důvěry. Získá-li důvěru, plnohodnotně se ujímá vlády. Nezíská-li důvěru, prezident jmenuje nového premiéra a na jeho návrh novou vládu, která znovu žádá o důvěru. Pokud ji ani tentokrát nezíská, prezident jmenuje premiéra na návrh předsedy Poslanecké sněmovny. Nevysloví-li sněmovna důvěru ani takto jmenované vládě, prezident může naopak rozpustit samotnou sněmovnu.
Také v průběhu svého funkčního období může vláda předložit Poslanecké sněmovně žádost o vyslovení důvěry, otázku důvěry může spojit i s některým vládním návrhem zákona, který předkládá sněmovně k projednání, přičemž neschválením zákona sněmovna vysloví vládě nedůvěru. Typicky se tak může dít např. u návrhu státního rozpočtu nebo jiného předpisu, který vláda považuje za zásadní pro svoje setrvání a další naplňování své funkce či programu. Pokud sněmovna do tří měsíců neschválí žádné usnesení k takovému zákonu, může ji rovněž prezident rozpustit.
Sama Poslanecká sněmovna může z vlastní iniciativy vyjádřit vládě nedůvěru. Návrh na vyslovení nedůvěry však musí sněmovně předložit skupina nejméně 50 poslanců a k přijetí návrhu je nutný souhlas nadpoloviční většiny všech poslanců, tedy nejméně 101 hlas.

## Chronologický přehled

### Poslanecká sněmovna PČR, 1. volební období 1992–1996
Poslanecká sněmovna Parlamentu České republiky zahájila činnost po rozdělení Československa na své první schůzi hned 1. ledna 1993. Předtím působila jako Česká národní rada od červnových voleb 1992. V té době však šlo ještě o Československo. Vláda jmenovaná po volbách v roce 1992 a vykonávající svou funkci k datu vzniku České republiky se automaticky stala vládou samostatné České republiky. Václav Klaus ve vedení koaličního uskupení ODS a KDS vedl většinovou pravicovou vládu společně s KDU-ČSL a ODA.

| Datum hlasování | Typ                                                              | Iniciativa                                                       | Hlasování                                                        | Hlasování                                                        | Hlasování                                                        | Hlasování                                                        | Hlasování                                                        | Výsledek                                                                     | Poznámka |
| Datum hlasování | Typ                                                              | Iniciativa                                                       | A                                                                | N                                                                | Z                                                                | celkem                                                           | kvórum                                                           | Výsledek                                                                     | Poznámka |
| První vláda Václava Klause (2. července 1992 – 4. července 1996) | První vláda Václava Klause (2. července 1992 – 4. července 1996) | První vláda Václava Klause (2. července 1992 – 4. července 1996) | První vláda Václava Klause (2. července 1992 – 4. července 1996) | První vláda Václava Klause (2. července 1992 – 4. července 1996) | První vláda Václava Klause (2. července 1992 – 4. července 1996) | První vláda Václava Klause (2. července 1992 – 4. července 1996) | První vláda Václava Klause (2. července 1992 – 4. července 1996) | První vláda Václava Klause (2. července 1992 – 4. července 1996)             | První vláda Václava Klause (2. července 1992 – 4. července 1996) |
| --- | ---------------------------------------------------------------- | ---------------------------------------------------------------- | ---------------------------------------------------------------- | ---------------------------------------------------------------- | ---------------------------------------------------------------- | ---------------------------------------------------------------- | ---------------------------------------------------------------- | ---------------------------------------------------------------------------- | --- |
| 14. července 1992 | Žádost o důvěru                                                  | Řádná první žádost vlády jmenované po volbách do ČNR             | 105                                                              | 63                                                               | 27                                                               | 195                                                              | 98                                                               | Získala důvěru a ujala se vlády, od 1. ledna 1993 jako vláda České republiky | Česká národní rada na své 2. schůzi projednala 13. a 14. července programové prohlášení vlády a přijala usnesení č. 30, jímž vyslovila důvěru vládě. Součástí navrhovaného usnesení byla původně i doprovodná doporučení nebo požadavky směřované vládě, které však nebyly schváleny. |
| Vláda během svého funkčního období nikdy z vlastní iniciativy nepožádala sněmovnu o vyslovení důvěry a ani ze strany sněmovny nebylo iniciováno hlasování o vyslovení nedůvěry. |                                                                  |                                                                  |                                                                  |                                                                  |                                                                  |                                                                  |                                                                  |                                                                              | |

### Poslanecká sněmovna PČR, 2. volební období 1996–1998
Poslanecká sněmovna zahájila činnost na své ustavující schůzi 25. června 1996. Vítězná ODS pod vedením Václava Klause sestavila opět pravicovou vládu společně s KDU-ČSL a ODA, která však oproti předchozímu volebnímu období nezískala ve sněmovně většinu. Po téměř jedenapůlročním vládnutí a tzv. sarajevském atentátu podala demisi. Byla ustavena „poloúřednická“ vláda vedená tehdejším guvernérem České národní banky Josefem Tošovským, která vládla do předčasných voleb v červnu 1998.

| Datum hlasování | Typ                                                           | Iniciativa | Hlasování                                                     | Hlasování                                                     | Hlasování                                                     | Hlasování                                                     | Hlasování                                                     | Výsledek                                                      | Poznámka |
| Datum hlasování | Typ                                                           | Iniciativa | A                                                             | N                                                             | Z                                                             | celkem                                                        | kvórum                                                        | Výsledek                                                      | Poznámka |
| Druhá vláda Václava Klause (4. července 1996 – 2. ledna 1998) | Druhá vláda Václava Klause (4. července 1996 – 2. ledna 1998) | Druhá vláda Václava Klause (4. července 1996 – 2. ledna 1998)                                                                    | Druhá vláda Václava Klause (4. července 1996 – 2. ledna 1998) | Druhá vláda Václava Klause (4. července 1996 – 2. ledna 1998) | Druhá vláda Václava Klause (4. července 1996 – 2. ledna 1998) | Druhá vláda Václava Klause (4. července 1996 – 2. ledna 1998) | Druhá vláda Václava Klause (4. července 1996 – 2. ledna 1998) | Druhá vláda Václava Klause (4. července 1996 – 2. ledna 1998) | Druhá vláda Václava Klause (4. července 1996 – 2. ledna 1998) |
| --- | ------------------------------------------------------------- | --- | ------------------------------------------------------------- | ------------------------------------------------------------- | ------------------------------------------------------------- | ------------------------------------------------------------- | ------------------------------------------------------------- | ------------------------------------------------------------- | --- |
| 25. července 1996 | Žádost o důvěru                                               | Řádná první žádost vlády jmenované prezidentem po volbách                                                                        | 98                                                            | 40                                                            | 0                                                             | 138                                                           | 70                                                            | Získala důvěru a ujala se vlády                               | Projednání mělo proběhnout 16. července, ale předseda sněmovny a ČSSD Miloš Zeman si vyžádal programové prohlášení vlády a jednání o týden odložil. Sněmovna tak o žádosti vlády jednala až 24. a 25. července, když 23. července projednala jen program schůze a vyslechla projev prezidenta Václava Havla a úvodní příspěvek premiéra Václava Klause. Pro důvěru hlasovali všichni přítomní poslanci vládní koalice ODS, KDU-ČSL a ODA, proti celá KSČM a SPR-RSČ. Poslanci ČSSD před hlasováním opustili sál. Václav Exner (KSČM) navrhoval doprovodné usnesení s několika požadavky na vládu, které však sněmovna nepřijala. |
| Vláda ještě v roce 1996 uvažovala o připojení žádosti o vyslovení důvěry k návrhu zákona o státním rozpočtu, ale nakonec k tomu nedošlo. V květnu 1997 chtěli poslanci KSČM a SPR-RSČ podat návrh na vyslovení nedůvěry, ale bez podpory ČSSD nedali dohromady potřebných 50 navrhovatelů. |                                                               | |                                                               |                                                               |                                                               |                                                               |                                                               |                                                               | |
| 10. června 1997 | Žádost o důvěru                                               | Vláda požádala o důvěru po provedení personálních změn ještě dříve, než poslanci ČSSD iniciovali hlasování o vyslovení nedůvěry. | 101                                                           | 99                                                            | 0                                                             | 200                                                           | 101                                                           | Získala důvěru                                                | Sněmovna o žádosti jednala na své řádné 11. schůzi. Pro vyslovení důvěry hlasovali všichni poslanci vládní koalice ODS, KDU-ČSL a ODA a podpořil je také nezařazený Jozef Wagner (dříve ČSSD) za slib, že bude sněmovna moci kontrolovat privatizaci bank. Proti hlasovali zbývající poslanci ČSSD a nezařazená Marie Noveská (dříve ČSSD), spolu s KSČM a SPR-RSČ. |
| Na podzim 1997 znovu ČSSD zvažovala návrh na vyslovení nedůvěry, ale nepodala jej. |                                                               | |                                                               |                                                               |                                                               |                                                               |                                                               |                                                               | |
| Vláda Josefa Tošovského (2. ledna 1998 – 22. července 1998) |                                                               | |                                                               |                                                               |                                                               |                                                               |                                                               |                                                               | |
| 28. ledna 1998 | Žádost o důvěru                                               | Žádost vlády jmenované prezidentem po demisi předchozí vlády                                                                     | 123                                                           | 71                                                            | 3                                                             | 197                                                           | 99                                                            | Získala důvěru a ujala se vlády                               | Sněmovna jednala o důvěře na své 19. schůzi 27. a 28. ledna 1998. Pro vládu hlasovala jednotně KDU-ČSL, ČSSD, US, většina ODA a trojice nezařazených poslanců Andrej Gjurič, Marie Noveská a Jozef Wagner. Proti vládě svorně KSČM, SPR-RSČ a většina ODS. Za ODS byli pro jen Petr Pleva a Josef Holub, další tři se zdrželi hlasování a tři se hlasování nezúčastnili. Už v prosinci předložila ČSSD návrh ústavního zákona, který jednorázově zkracoval volební období současné sněmovny a určil datum voleb nejpozději do konce června 1998. Návrh byl přijat a 1. dubna vydán jako č. 69/1998 Sb.                           |

### Poslanecká sněmovna PČR, 3. volební období 1998–2002
Poslanecká sněmovna zahájila činnost na své ustavující schůzi 15. července 1998. Z mimořádných voleb vzešla vítězně ČSSD, levice však nezískala ve sněmovně většinu a ani strany pravice a středu se na společném vládnutí nedokázaly dohodnout. Vznikla tak „jednobarevná“ sociálně demokratická menšinová vláda Miloše Zemana, která vládla díky tzv. opoziční smlouvě s ODS.

| Datum hlasování | Typ                                                         | Iniciativa                                                            | Hlasování                                                   | Hlasování                                                   | Hlasování                                                   | Hlasování                                                   | Hlasování                                                   | Výsledek                                                    | Poznámka |
| Datum hlasování | Typ                                                         | Iniciativa                                                            | A                                                           | N                                                           | Z                                                           | celkem                                                      | kvórum                                                      | Výsledek                                                    | Poznámka |
| Vláda Miloše Zemana (22. července 1998 – 15. července 2002) | Vláda Miloše Zemana (22. července 1998 – 15. července 2002) | Vláda Miloše Zemana (22. července 1998 – 15. července 2002)           | Vláda Miloše Zemana (22. července 1998 – 15. července 2002) | Vláda Miloše Zemana (22. července 1998 – 15. července 2002) | Vláda Miloše Zemana (22. července 1998 – 15. července 2002) | Vláda Miloše Zemana (22. července 1998 – 15. července 2002) | Vláda Miloše Zemana (22. července 1998 – 15. července 2002) | Vláda Miloše Zemana (22. července 1998 – 15. července 2002) | Vláda Miloše Zemana (22. července 1998 – 15. července 2002) |
| --- | ----------------------------------------------------------- | --------------------------------------------------------------------- | ----------------------------------------------------------- | ----------------------------------------------------------- | ----------------------------------------------------------- | ----------------------------------------------------------- | ----------------------------------------------------------- | ----------------------------------------------------------- | --- |
| 19. srpna 1998 | Žádost o důvěru                                             | Řádná první žádost vlády jmenované prezidentem po předčasných volbách | 73                                                          | 39                                                          | 24                                                          | 136                                                         | 69                                                          | Získala důvěru a ujala se vlády                             | Vyslovení důvěry bylo jako první bod pořadu 3. schůze sněmovny projednáno ve dnech 18. a 19. srpna. Celá KDU-ČSL a nově zvolená US hlasovaly proti, KSČM se zdržela hlasování a ODS před hlasováním opustila sál, aby snížila počet hlasů potřebných ke schválení. Pro vyslovení důvěry tak hlasovalo jen 73 poslanců ČSSD (s výjimkou nepřítomného Jana Kostrhuna), což však ke schválení stačilo. |
| Součástí tzv. opoziční smlouvy mezi ODS a vládnoucí ČSSD bylo ujednání, že ODS v průběhu celého volebního období nepodá žádný návrh na vyslovení nedůvěry. Ani vláda z vlastní iniciativy nepožádala sněmovnu o vyjádření důvěry. A to ani když ji k tomu po krajských a senátních volbách roku 2000 vyzývala Čtyřkoalice. |                                                             |                                                                       |                                                             |                                                             |                                                             |                                                             |                                                             |                                                             | |

### Poslanecká sněmovna PČR, 4. volební období 2002–2006
Poslanecká sněmovna zahájila činnost na své ustavující schůzi 9. července 2002. Levicové strany ve volbách získaly pohodlnou většinu. Sociálně demokratický premiér Vladimír Špidla sestavil „středovou“ vládní koalici s KDU-ČSL a US-DEU, která měla ve sněmovně těsnou většinu. Po neúspěchu ČSSD v evropských volbách podal Vladimír Špidla demisi a s ním skončila i vláda. Následovala vláda Stanislava Grosse, která však odstoupila po necelých 9 měsících kvůli vládní krizi spojené s majetkovou aférou premiéra. Na zbývající období do řádných voleb ji nahradila vláda Jiřího Paroubka.

| Datum hlasování                                            | Typ                                                        | Iniciativa | Hlasování                                                  | Hlasování                                                  | Hlasování                                                  | Hlasování                                                  | Hlasování                                                  | Výsledek                                                   | Poznámka |
| Datum hlasování                                            | Typ                                                        | Iniciativa | A                                                          | N                                                          | Z                                                          | celkem                                                     | kvórum                                                     | Výsledek                                                   | Poznámka |
| Vláda Vladimíra Špidly (15. července 2002 – 4. srpna 2004) | Vláda Vladimíra Špidly (15. července 2002 – 4. srpna 2004) | Vláda Vladimíra Špidly (15. července 2002 – 4. srpna 2004)                                                         | Vláda Vladimíra Špidly (15. července 2002 – 4. srpna 2004) | Vláda Vladimíra Špidly (15. července 2002 – 4. srpna 2004) | Vláda Vladimíra Špidly (15. července 2002 – 4. srpna 2004) | Vláda Vladimíra Špidly (15. července 2002 – 4. srpna 2004) | Vláda Vladimíra Špidly (15. července 2002 – 4. srpna 2004) | Vláda Vladimíra Špidly (15. července 2002 – 4. srpna 2004) | Vláda Vladimíra Špidly (15. července 2002 – 4. srpna 2004) |
| ---------------------------------------------------------- | ---------------------------------------------------------- | --- | ---------------------------------------------------------- | ---------------------------------------------------------- | ---------------------------------------------------------- | ---------------------------------------------------------- | ---------------------------------------------------------- | ---------------------------------------------------------- | --- |
| 7. srpna 2002                                              | Žádost o důvěru                                            | Řádná první žádost vlády jmenované prezidentem po volbách                                                          | 101                                                        | 98                                                         | 0                                                          | 199                                                        | 100                                                        | Získala důvěru a ujala se vlády                            | Pro důvěru hlasovali všichni poslanci vládní ČSSD, KDU-ČSL a US-DEU, proti celá ODS a KSČM. Vlastimil Tlustý (ODS) po schválení důvěry navrhoval doprovodné usnesení, kterým by sněmovna od vlády požadovala střednědobý plán konsolidace veřejných rozpočtů včetně cílového termínu splnění tzv. maastrichtských kritérií. Sněmovna však jeho návrh nepřijala. |
| 11. března 2003                                            | Žádost o důvěru                                            | Vláda požádala o důvěru poté, co v prezidentské volbě zvítězil Václav Klaus i za pomoci několika hlasů z řad ČSSD. | 101                                                        | 99                                                         | 0                                                          | 200                                                        | 101                                                        | Získala důvěru                                             | Sněmovna se sešla na mimořádné 11. schůzí s tímto jediným bodem programu. Pro důvěru se vyslovila celá vládní koalice, proti hlasovali všichni poslanci opoziční ODS a KSČM. |
| 26. září 2003                                              | Vyslovení nedůvěry                                         | Vyvolala ODS v souvislosti s vládní reformou veřejných financí, s níž nesouhlasila.                                | 98                                                         | 100                                                        | 1                                                          | 199                                                        | 101                                                        | Návrh nebyl přijat                                         | Sněmovna o návrhu jednala v rámci své řádné 20. schůze 25. září dlouho do půl jedenácté večer a 26. září ráno přikročila k hlasování. Všichni poslanci koaliční vlády hlasovali proti návrhu, s výjimkou Josefa Hojdara (ČSSD), který se zdržel. Pro návrh hlasovala pouze menšinová opozice, které navíc chyběl nepřítomný Josef Mandík (KSČM).                |
| Vláda Stanislava Grosse (4. srpna 2004 – 25. dubna 2005)   |                                                            | |                                                            |                                                            |                                                            |                                                            |                                                            |                                                            | |
| 24. srpna 2004                                             | Žádost o důvěru                                            | Žádost vlády jmenované prezidentem po demisi předchozí vlády                                                       | 101                                                        | 99                                                         | 0                                                          | 200                                                        | 101                                                        | Získala důvěru a ujala se vlády                            | Na mimořádné 34. schůzi hlasovali pro důvěru všichni poslanci vládní koalice ČSSD, KDU-ČSL a US-DEU, proti celá ODS, KSČM a nezařazený Tomáš Vrbík (dříve US-DEU). Nejtěsnější možné většiny bylo dosaženo mimo jiné přivezením dvou poslanců ČSSD z nemocnice.                                                                                                 |
| 1. dubna 2005                                              | Vyslovení nedůvěry                                         | Hlasování vyvolala ODS v souvislosti s vládní krizí kvůli nejasným majetkovým poměrům premiéra Grosse.             | 78                                                         | 76                                                         | 44                                                         | 200                                                        | 101                                                        | Návrh nebyl přijat                                         | Na mimořádné 43. schůzi hlasovali pro vyslovení nedůvěry všichni poslanci ODS a KDU-ČSL i nezařazený Tomáš Vrbík. Proti hlasovala celá ČSSD a větší část poslanců US-DEU. Taťana Fischerová, Svatopluk Karásek a Robert Vokáč (všichni US-DEU) se zdrželi hlasování, spolu s celou KSČM.                                                                        |
| Vláda Jiřího Paroubka (25. dubna 2005 – 4. září 2006)      |                                                            | |                                                            |                                                            |                                                            |                                                            |                                                            |                                                            | |
| 13. května 2005                                            | Žádost o důvěru                                            | Žádost vlády jmenované prezidentem po demisi předchozí vlády                                                       | 101                                                        | 99                                                         | 0                                                          | 200                                                        | 101                                                        | Získala důvěru a ujala se vlády                            | Sněmovna hlasovala o vyjádření důvěry na své řádné 44. schůzi. Pro se vyjádřili všichni poslanci vládní koalice ČSSD, KDU-ČSL a US-DEU, proti celá ODS a KSČM. |

### Poslanecká sněmovna PČR, 5. volební období 2006–2010
Poslanecká sněmovna zahájila činnost na své ustavující schůzi 27. června 2006. Ve sněmovně byly silněji zastoupeny dvě hlavní velké strany: ČSSD a vítězná ODS, získat vládní většinu však nebylo jednoduché. Po prvním pokusu občansko-demokratického premiéra Mirka Topolánka o sestavení menšinové vlády, která nezískala důvěru sněmovny, následoval jeho druhý, úspěšný pokus s koaliční vládou ODS, KDU-ČSL a Strany zelených. Ani tato vláda nedisponovala silnou většinou a po vyslovení nedůvěry v březnu 2009 nastoupila přechodná „úřednická“ vláda Jana Fischera.

| Datum hlasování                                              | Typ                                                        | Iniciativa | Hlasování                                                  | Hlasování                                                  | Hlasování                                                  | Hlasování                                                  | Hlasování                                                  | Výsledek                                                               | Poznámka |
| Datum hlasování                                              | Typ                                                        | Iniciativa | A                                                          | N                                                          | Z                                                          | celkem                                                     | kvórum                                                     | Výsledek                                                               | Poznámka |
| První vláda Mirka Topolánka (4. září 2006 – 9. ledna 2007)   | První vláda Mirka Topolánka (4. září 2006 – 9. ledna 2007) | První vláda Mirka Topolánka (4. září 2006 – 9. ledna 2007) | První vláda Mirka Topolánka (4. září 2006 – 9. ledna 2007) | První vláda Mirka Topolánka (4. září 2006 – 9. ledna 2007) | První vláda Mirka Topolánka (4. září 2006 – 9. ledna 2007) | První vláda Mirka Topolánka (4. září 2006 – 9. ledna 2007) | První vláda Mirka Topolánka (4. září 2006 – 9. ledna 2007) | První vláda Mirka Topolánka (4. září 2006 – 9. ledna 2007)             | První vláda Mirka Topolánka (4. září 2006 – 9. ledna 2007) |
| ------------------------------------------------------------ | ---------------------------------------------------------- | --- | ---------------------------------------------------------- | ---------------------------------------------------------- | ---------------------------------------------------------- | ---------------------------------------------------------- | ---------------------------------------------------------- | ---------------------------------------------------------------------- | --- |
| 3. října 2006                                                | Žádost o důvěru                                            | Řádná první žádost vlády jmenované prezidentem po volbách | 96                                                         | 99                                                         | 0                                                          | 195                                                        | 98                                                         | Nezískala důvěru, podala demisi a byla dočasně pověřena výkonem funkce | Na mimořádné 5. schůzi sněmovny podpořili menšinovou vládu složenou z členů ODS a nestraníků všichni přítomní poslanci ODS, SZ a většina KDU-ČSL. Chyběly však hlasy tří poslanců KDU-ČSL včetně předsedy Kalouska, kteří před hlasováním opustili sál. Premiér Topolánek se hlasování nezúčastnil z důvodu džentlmenského „vypárování“ nepřítomné Lenky Mazuchové (ČSSD). Proti vládě hlasovala celá KSČM a ČSSD. Poprvé v historii samostatné ČR tak vláda nezískala důvěru. Vláda podala 11. října demisi a prezident Klaus ji dočasně pověřil výkonem funkce. Dne 8. listopadu znovu pověřil sestavením vlády Mirka Topolánka, který do ní obsadil ministry navržené koaličními stranami ODS, KDU-ČSL a SZ. Tu však zprvu prezident odmítal jmenovat kvůli nesouhlasu s osobou ministra zahraničních věcí Karla Schwarzenberga. Učinil tak až 9. ledna 2007. |
| Druhá vláda Mirka Topolánka (9. ledna 2007 – 8. května 2009) |                                                            | |                                                            |                                                            |                                                            |                                                            |                                                            |                                                                        | |
| 19. ledna 2007                                               | Žádost o důvěru                                            | Řádná druhá žádost vlády jmenované prezidentem po volbách | 100                                                        | 97                                                         | 1                                                          | 198                                                        | 100                                                        | Získala důvěru a ujala se vlády                                        | Pro důvěru hlasovali všichni poslanci vládní ODS, KDU-ČSL a Strany zelených, proti KSČM a téměř celá ČSSD. Sociální demokraté Petr Melčák a Michal Pohanka při hlasování opustili sál. Pozoruhodným případem byl Petr Wolf (ČSSD), který řekl „Jsem proti návrhu.“ namísto zákonem vyžadované formy „proti návrhu“. Předseda poslanecké sněmovny Miloslav Vlček započítal v souladu s jednacím řádem Sněmovny jeho projev jako zdržení se hlasování. |
| 20. června 2007                                              | Vyslovení nedůvěry                                         | Iniciovala ČSSD v souvislosti s korupčními podezřeními ministra pro místní rozvoj, vicepremiéra a předsedy KDU-ČSL Jiřího Čunka. | 97                                                         | 101                                                        | 0                                                          | 198                                                        | 101                                                        | Návrh nebyl přijat                                                     | Sněmovna o návrhu jednala na mimořádné schůzi s tímto jediným bodem programu. Pro vyslovení nedůvěry hlasovali všichni přítomní poslanci ČSSD a KSČM, proti všichni přítomní poslanci ODS, KDU-ČSL, SZ a nezařazení Petr Melčák s Michalem Pohankou, kteří byli vyloučeni z ČSSD za předchozí hlasování pro důvěru vládě. |
| 5. prosince 2007                                             | Vyslovení nedůvěry                                         | Kvůli pokračující aféře s údajnou korupcí ministra Čunka vyvolala ČSSD po necelém půlroce další hlasování o nedůvěře. | 97                                                         | 101                                                        | 0                                                          | 198                                                        | 101                                                        | Návrh nebyl přijat                                                     | Návrh byl sněmovnou projednán na mimořádné schůzi 4. a 5. prosince s tímto jediným bodem programu. Pro návrh opět hlasovali všichni přítomní poslanci ČSSD a KSČM, proti všichni přítomní poslanci ODS, KDU-ČSL, SZ i s nezařazenými Petrem Melčákem a Michalem Pohankou. |
| 30. dubna 2008                                               | Vyslovení nedůvěry                                         | Návrh iniciovala ČSSD pro nesouhlas s vládní politikou, mimo jiné kvůli smlouvě s USA o umístění radarové základny v Brdech. | 98                                                         | 101                                                        | 0                                                          | 199                                                        | 101                                                        | Návrh nebyl přijat                                                     | Sněmovna návrh projednala na své mimořádné 31. schůzi s tímto jediným bodem programu. Pro vyslovení nedůvěry hlasovali všichni přítomní poslanci ČSSD a KSČM a navíc nezařazený Evžen Snítilý (dříve ČSSD), proti všichni přítomní poslanci vládní koalice a nezařazení Petr Melčák s Michalem Pohankou. |
| 22. října 2008                                               | Vyslovení nedůvěry                                         | Po aférách Jana Moravy a Vlastimila Tlustého z ODS (první se vzdal poslaneckého mandátu, druhý se začal stavět proti ODS, spolu s Jurajem Ranincem a Janem Schwippelem, kteří opustili poslanecký klub ODS) a po konfliktu Strany zelených s Olgou Zubovou a Věrou Jakubkovou vyvolala ČSSD další hlasování. | 96                                                         | 97                                                         | 3                                                          | 196                                                        | 101                                                        | Návrh nebyl přijat                                                     | Pro návrh hlasovali všichni poslanci ČSSD a KSČM. Proti hlasovala celá KDU-ČSL, ODS s výjimkou Tlustého, který se zdržel, a SZ s výjimkou Olgy Zubové a Věry Jakubkové, které opustily sál. S nimi hlasovali i nezařazení Petr Wolf a Miloš Melčák, zatímco Juraj Raninec a Jan Schwippel se zdrželi. |
| 24. března 2009                                              | Vyslovení nedůvěry                                         | Po lednových personálních změnách ve vládě iniciovala ČSSD Jiřího Paroubka návrh během českého předsednictví v EU. | 101                                                        | 96                                                         | 0                                                          | 197                                                        | 101                                                        | Sněmovna vyslovila vládě nedůvěru a ta podala demisi                   | S opozičními ČSSD a KSČM hlasovali pro návrh Vlastimil Tlustý (ODS), nezařazení Jan Schwippel (dříve ODS), Olga Zubová a Věra Jakubková (obě dříve SZ). Proti hlasovali zbývající poslanci ODS, SZ a KDU-ČSL, navíc s nezařazenými Petrem Wolfem, Milošem Melčákem a Jurajem Ranincem. Dva poslanci vládní koalice a nezařazený Snítilý při hlasování chyběli. Dříve nezařazený Michal Pohanka se už 11. prosince 2008 vzdal poslaneckého mandátu a nahradila jej loajální poslankyně ČSSD. Poprvé v historii samostatné ČR tak návrh na vyslovení nedůvěry uspěl. Premiér Mirek Topolánek podal demisi vlády do rukou prezidenta 26. března a vláda byla dočasně pověřena výkonem funkce. Dne 9. dubna prezident jmenoval novým předsedou vlády dosavadního ředitele ČSÚ Jana Fischera.                                                                         |
| Vláda Jana Fischera (8. května 2009 – 13. července 2010)     |                                                            | |                                                            |                                                            |                                                            |                                                            |                                                            |                                                                        | |
| 7. června 2009                                               | Žádost o důvěru                                            | Žádost „úřednické“ vlády nestraníků sestavené po pádu Topolánkovy vlády na základě dohody ODS, ČSSD a SZ. | 156                                                        | 1                                                          | 37                                                         | 194                                                        | 98                                                         | Získala důvěru a ujala se vlády                                        | Pro důvěru hlasovali všichni poslanci ČSSD a ODS s výjimkou Františka Laudáta, který se zdržel. Dále Strana zelených, 5 poslanců KDU-ČSL, nezařazený Juraj Raninec a Olga Zubová (DSZ). Nezařazený Miloš Melčák jako jediný hlasoval proti. Nezařazení Vlastimil Tlustý, Jan Schwippel a také Věra Jakubková (DSZ) se zdrželi hlasování, stejně jako 7 poslanců KDU-ČSL, celá KSČM a již zmíněný František Laudát. |

### Poslanecká sněmovna PČR, 6. volební období 2010–2013
Poslanecká sněmovna zahájila činnost na své ustavující schůzi 22. června 2010. I když se vítěznou stranou stala ČSSD s 56 poslaneckými mandáty, nepodařilo se jí sestavit většinovou vládu. Prezidentem jmenovaný premiér Petr Nečas (ODS) sestavil zpočátku relativně silnou většinovou koaliční vládu s TOP 09 a Věcmi veřejnými. Později, po rozštěpení Věcí veřejných tuto stranu ve vládě vystřídala jedna z jejích frakcí, nově založená strana LIDEM. Vládní většina ve sněmovně se stala velmi křehkou. Dne 8. března 2013 nastoupil do úřadu nově zvolený prezident Miloš Zeman. V červnu 2013 podal premiér Nečas demisi a prezident 10. července jmenoval vládu nestraníka Jiřího Rusnoka. Ta důvěru sněmovny nezískala; prezident Zeman však již předtím vyhlásil záměr nepověřit nového premiéra a ponechat vládnout Rusnokovu vládu i bez důvěry.

| Datum hlasování | Typ                                                       | Iniciativa | Hlasování                                                 | Hlasování                                                 | Hlasování                                                 | Hlasování                                                 | Hlasování                                                 | Výsledek                                                  | Poznámka |
| Datum hlasování | Typ                                                       | Iniciativa | A                                                         | N                                                         | Z                                                         | celkem                                                    | kvórum                                                    | Výsledek                                                  | Poznámka |
| Vláda Petra Nečase (13. července 2010 – 9. července 2013) | Vláda Petra Nečase (13. července 2010 – 9. července 2013) | Vláda Petra Nečase (13. července 2010 – 9. července 2013) | Vláda Petra Nečase (13. července 2010 – 9. července 2013) | Vláda Petra Nečase (13. července 2010 – 9. července 2013) | Vláda Petra Nečase (13. července 2010 – 9. července 2013) | Vláda Petra Nečase (13. července 2010 – 9. července 2013) | Vláda Petra Nečase (13. července 2010 – 9. července 2013) | Vláda Petra Nečase (13. července 2010 – 9. července 2013) | Vláda Petra Nečase (13. července 2010 – 9. července 2013) |
| --- | --------------------------------------------------------- | --- | --------------------------------------------------------- | --------------------------------------------------------- | --------------------------------------------------------- | --------------------------------------------------------- | --------------------------------------------------------- | --------------------------------------------------------- | --- |
| 10. srpna 2010 | Žádost o důvěru                                           | Řádná první žádost vlády jmenované prezidentem po volbách | 118                                                       | 82                                                        | 0                                                         | 200                                                       | 101                                                       | Získala důvěru a ujala se vlády                           | Pro hlasovali všichni poslanci ODS, TOP09 a VV, proti jednohlasně ČSSD a KSČM. |
| 21. prosince 2010 | Vyslovení nedůvěry                                        | Návrh podali opoziční sociální demokraté v souvislosti s korupční kauzou na ministerstvu životního prostředí a SFŽP. | 80                                                        | 113                                                       | 0                                                         | 193                                                       | 101                                                       | Návrh nebyl přijat                                        | Sněmovna týž den absolvovala celkem tři schůze: Na jedné projednala dva zákony vrácené senátem, druhá skončila neschválením pořadu a jediným bodem programu třetí byl tento návrh. Pro návrh hlasovali poslanci ČSSD a KSČM, proti návrhu všichni přítomní koaliční poslanci. |
| 26. dubna 2011 | Vyslovení nedůvěry                                        | Návrh iniciovala opoziční ČSSD kvůli aférám spojeným s některými členy vlády a vládní krizi. | 84                                                        | 114                                                       | 0                                                         | 198                                                       | 101                                                       | Návrh nebyl přijat                                        | Pro návrh hlasovali opět poslanci ČSSD a KSČM a tentokrát i Kristýna Kočí a Jaroslav Škárka (VV). Vojtěch Filip podal námitku proti hlasování, ta však nebyla sněmovnou přijata. |
| 20. března 2012 | Vyslovení nedůvěry                                        | Opozice požadovala odchod vlády v souvislosti s jejími reformami a úspornými opatřeními. | 85                                                        | 113                                                       | 0                                                         | 198                                                       | 101                                                       | Návrh nebyl přijat                                        | Sněmovna přerušila svoji 36. schůzi mimořádnou 37. schůzí s tímto jediným bodem programu. Jednání skončilo až před půlnocí. |
| 27. dubna 2012 | Žádost o důvěru                                           | Vláda požádala o důvěru poté, co z koalice odešly Věci veřejné. Na podpoře se dohodla s částí jejich členů kolem vicepremiérky Karolíny Peake, která posléze založila novou stranu LIDEM jako součást vládní koalice.                                              | 105                                                       | 93                                                        | 0                                                         | 198                                                       | 100                                                       | Získala důvěru                                            | Sněmovna se sešla na mimořádné 39. schůzí s tímto jediným bodem programu. |
| 18. července 2012 | Vyslovení nedůvěry                                        | Opozice požádala o vyslovení nedůvěry kvůli možnému ovlivňování vyšetřování kauzy nákupu letatel CASA ze strany členů vlády i kvůli rozpočtové politice vlády. | 89                                                        | 89                                                        | 0                                                         | 178                                                       | 101                                                       | Návrh nebyl přijat                                        | Sněmovna téhož dne uzavřela svou mimořádnou 42. schůzi o důchodové reformě a pokračovala další mimořádnou schůzí. Pořad schůze však napoprvé nebyl schválen, a tak sněmovna ihned učinila další pokus, tentokrát úspěšný a před jedenáctou hodinou večerní dospěla k závěru. |
| 7. listopadu 2012 | Zákon spjatý s vyslovením důvěry                          | Dne 5. září sněmovna neschválila vládní „stabilizační balíček“ vrácený senátem (sněmovní tisk 695) mimo jiné kvůli odmítavým hlasům šesti poslanců ODS. Vláda ihned předložila týž návrh znovu (jako sněmovní tisk 801) a spojila s ním žádost o vyslovení důvěry. | 101                                                       | 93                                                        | 0                                                         | 195                                                       | 98                                                        | Návrh zákona byl přijat s vyslovením důvěry               | Návrh zákona prošel prvním čtením 18. září na 46. schůzi sněmovny a ve druhém čtení 24. října do něj byly zapracovány pozměňovací návrhy. Dne 7. listopadu šlo o finální schválení zákona ve třetím čtení. Tři z „rebelujících“ poslanců se předtím vzdali mandátu a těsně před projednáváním složili slib jejich náhradníci. |
| 17. ledna 2013 | Vyslovení nedůvěry                                        | Opozice si vyžádala hlasování kvůli kontroverzní amnestii prezidenta Václava Klause, kterou spolupodepsal premiér Nečas. | 92                                                        | 97                                                        | 0                                                         | 189                                                       | 101                                                       | Návrh nebyl přijat                                        | Proti návrhu hlasovali poslanci vládních stran ODS, TOP09/STAN, LIDEM a nezařazení Michal Doktor a Pavel Bém. S opozicí hlasoval pro návrh i Jiří Paroubek. Lubomír Zaorálek navrhl doprovodné usnesení s vyjádřením nesouhlasu k amnestii, sněmovna to však uznala za nepřípustné. Pozornost upoutala neúčast při hlasování vicepremiéra a prezidentského kandidáta Karla Schwarzenberga, který v rozpravě vyjádřil k amnestii kritiku. |
| Dne 14. června 2013 požádali poslankyně a poslanci ČSSD předsedkyni poslanecké sněmovny Miroslavu Němcovou o svolání mimořádné schůze s návrhem na vyslovení nedůvěry vládě. Stalo se tak po propuknutí tzv. Kauzy Nagyová. Schůze se očekávala v úterý 18. června 2013. Den předtím, v pondělí 17. června však premiér Petr Nečas sám podal demisi, čímž hlasování o důvěře předešel. |                                                           | |                                                           |                                                           |                                                           |                                                           |                                                           |                                                           | |
| Vláda Jiřího Rusnoka (10. července 2013 – 29. ledna 2014) |                                                           | |                                                           |                                                           |                                                           |                                                           |                                                           |                                                           | |
| 7. srpna 2013 | Žádost o důvěru                                           | Žádost vlády jmenované prezidentem po demisi vlády předchozí | 93                                                        | 100                                                       | 0                                                         | 193                                                       | 97                                                        | Nezískala důvěru                                          | Pro důvěru vládě hlasovaly kompletně poslanecké kluby ČSSD a KSČM, dále 10 poslanců VV a nezařazení Kristýna Kočí, Jaroslav Škárka a Josef Dobeš. Proti hlasovalo 48 poslanců ODS, 42 zákonodárců TOP 09 a Starostů, 7 poslanců frakce LIDEM, 2 národní socialisté a nezařazený Michal Doktor. Dva „rebelující“ poslanci ODS Tomáš Úlehla a Jan Florián se hlasování nezúčastnili, stejně jako Karolína Peake z LIDEM. Úlehla s Floriánem byli následně vyloučeni z poslaneckého klubu ODS. Karolína Peake rezignovala na předsednickou funkci LIDEM. Kluby ČSSD, KSČM, VV a TOP 09 následně požádaly o svolání schůze sněmovny k opětovnému hlasování o rozpuštění dolní komory parlamentu a vyhlášení předčasných voleb. |

### Poslanecká sněmovna PČR, 7. volební období 2013–2017
Poslanecká sněmovna zahájila činnost na své ustavující schůzi 25. listopadu 2013. Po dlouhém povolebním vyjednávání prezident jmenoval koaliční vládu vedenou sociálním demokratem Bohuslavem Sobotkou dne 29. ledna 2014.

| Datum hlasování                                              | Typ                                                          | Iniciativa | Hlasování                                                    | Hlasování                                                    | Hlasování                                                    | Hlasování                                                    | Hlasování                                                    | Výsledek                                                     | Poznámka |
| Datum hlasování                                              | Typ                                                          | Iniciativa | A                                                            | N                                                            | Z                                                            | celkem                                                       | kvórum                                                       | Výsledek                                                     | Poznámka |
| Vláda Bohuslava Sobotky (29. ledna 2014 – 13. prosince 2017) | Vláda Bohuslava Sobotky (29. ledna 2014 – 13. prosince 2017) | Vláda Bohuslava Sobotky (29. ledna 2014 – 13. prosince 2017) | Vláda Bohuslava Sobotky (29. ledna 2014 – 13. prosince 2017) | Vláda Bohuslava Sobotky (29. ledna 2014 – 13. prosince 2017) | Vláda Bohuslava Sobotky (29. ledna 2014 – 13. prosince 2017) | Vláda Bohuslava Sobotky (29. ledna 2014 – 13. prosince 2017) | Vláda Bohuslava Sobotky (29. ledna 2014 – 13. prosince 2017) | Vláda Bohuslava Sobotky (29. ledna 2014 – 13. prosince 2017) | Vláda Bohuslava Sobotky (29. ledna 2014 – 13. prosince 2017) |
| ------------------------------------------------------------ | ------------------------------------------------------------ | --- | ------------------------------------------------------------ | ------------------------------------------------------------ | ------------------------------------------------------------ | ------------------------------------------------------------ | ------------------------------------------------------------ | ------------------------------------------------------------ | --- |
| 18. února 2014                                               | Žádost o důvěru                                              | Řádná první žádost vlády jmenované prezidentem po volbách | 110                                                          | 38                                                           | 33                                                           | 181                                                          | 91                                                           | Získala důvěru a ujala se vlády                              | Po jedenáctihodinové debatě hlasovalo pro důvěru vládě všech 110 přítomných poslanců vládní koalice ČSSD, KDU-ČSL a ANO (chyběl jen omluvený Ivan Gabal). Proti hlasovalo 38 přítomných poslanců TOP 09 a Starostů a ODS. Všech 33 přítomných komunistů se hlasování zdrželo. Poslanci hnutí Úsvit před hlasováním opustili sál.                                          |
| 26. května 2015                                              | Vyslovení nedůvěry                                           | Opoziční TOP 09, ODS a hnutí Úsvit požádaly o vyslovení nedůvěry kvůli zachování daňové podpory biopaliv, spojované s podnikáním ministra financí Andreje Babiše | 47                                                           | 105                                                          | 32                                                           | 172                                                          | 101                                                          | Návrh nebyl přijat                                           | Sněmovna o návrhu jednala na mimořádné 28. schůzi, svolané na 26. května 2015. Rozprava trvala sedm hodin. Už předem bylo zřejmé, že opozice nebude mít pro svůj návrh dost hlasů. Hlasovali pro něj jen poslanci TOP 09, ODS a hnutí Úsvit, zatímco 32 přítomných komunistů se hlasování zdrželo a „odpadlíci“ z klubu hnutí Úsvit před hlasováním opustili jednací sál. |

### Poslanecká sněmovna PČR, 8. volební období 2017–2021
Poslanecká sněmovna zahájila činnost zhruba měsíc po volbách na své ustavující schůzi 20. listopadu 2017. Výrazným vítězem voleb se stalo hnutí ANO, jehož předsedu Andreje Babiše dne 6. prosince 2017 jmenoval prezident Miloš Zeman premiérem. Dne 13. prosince 2017 pak jmenoval celou vládu. Ta však důvěru Poslanecké sněmovny nezískala a další dlouhá jednání o nové vládě vyvrcholila až 27. června 2018, kdy prezident Zeman jmenoval druhou Babišovu vládu, sestavenou společně s ČSSD a s deklarovanou podporou KSČM.

| Datum hlasování                                                  | Typ                                                              | Iniciativa | Hlasování                                                        | Hlasování                                                        | Hlasování                                                        | Hlasování                                                        | Hlasování                                                        | Výsledek                                                         | Poznámka |
| Datum hlasování                                                  | Typ                                                              | Iniciativa | A                                                                | N                                                                | Z                                                                | celkem                                                           | kvórum                                                           | Výsledek                                                         | Poznámka |
| První vláda Andreje Babiše (13. prosince 2017 – 27. června 2018) | První vláda Andreje Babiše (13. prosince 2017 – 27. června 2018) | První vláda Andreje Babiše (13. prosince 2017 – 27. června 2018)                                                                               | První vláda Andreje Babiše (13. prosince 2017 – 27. června 2018) | První vláda Andreje Babiše (13. prosince 2017 – 27. června 2018) | První vláda Andreje Babiše (13. prosince 2017 – 27. června 2018) | První vláda Andreje Babiše (13. prosince 2017 – 27. června 2018) | První vláda Andreje Babiše (13. prosince 2017 – 27. června 2018) | První vláda Andreje Babiše (13. prosince 2017 – 27. června 2018) | První vláda Andreje Babiše (13. prosince 2017 – 27. června 2018) |
| ---------------------------------------------------------------- | ---------------------------------------------------------------- | --- | ---------------------------------------------------------------- | ---------------------------------------------------------------- | ---------------------------------------------------------------- | ---------------------------------------------------------------- | ---------------------------------------------------------------- | ---------------------------------------------------------------- | --- |
| 16. ledna 2018                                                   | Žádost o důvěru                                                  | Řádná první žádost vlády jmenované prezidentem po volbách                                                                                      | 78                                                               | 117                                                              | 0                                                                | 195                                                              | 98                                                               | Nezískala důvěru                                                 | V pořadí pátá schůze Poslanecké sněmovny, na jejíž program byla zařazena žádost o vyslovení důvěry, byla zahájena 10. ledna 2018. Vládu svým vystoupením osobně podpořil prezident, schůze však byla přerušena do 16. ledna kvůli tomu, že mandátní a imunitní výbor sněmovny dosud neposkytl své doporučení k žádosti o vydání poslanců Babiše a Faltýnka trestnímu stíhání v kauze Čapí hnízdo. O týden později již došlo na hlasování, důvěru vládě vyjádřilo pouze přítomných 78 poslanců za ANO, všichni ostatní přítomní poslanci ODS, Pirátů, SPD, KSČM, ČSSD, KDU-ČSL, TOP 09 a STAN hlasovali proti. Přijetí vládní demise prezidentem bylo ohlášeno s odvoláním na jeho nabitý program až na 24. ledna, dva dny před 2. kolem prezidentských voleb. |
| Druhá vláda Andreje Babiše (27. června 2018 – 17. prosince 2021) |                                                                  | |                                                                  |                                                                  |                                                                  |                                                                  |                                                                  |                                                                  | |
| 12. července 2018                                                | Žádost o důvěru                                                  | Řádná druhá žádost vlády jmenované prezidentem po volbách                                                                                      | 105                                                              | 91                                                               | 0                                                                | 196                                                              | 99                                                               | Získala důvěru a ujala se vlády                                  | O důvěře vládě poslanci jednali na mimořádné 17. schůzi, která byla zahájena 11. července 2018, protáhla se však přes půlnoc a k samotnému hlasování došlo až před jednou hodinou noční 12. července. Vládu opět svým osobním vystoupením podpořil prezident Miloš Zeman. Při hlasování byly nepřítomny 4 osoby, kabinet Andreje Babiše podpořilo 105 poslanců ANO, ČSSD a KSČM, proti bylo 91 zákonodárců ODS, Pirátů, SPD, KDU-ČSL, TOP 09 a STAN. Vláda získala důvěru 264 dní po volbách, což představuje dosud nejdelší období v dějinách České republiky. |
| 23. listopadu 2018                                               | Vyslovení nedůvěry                                               | Šest opozičních stran požádalo o vyslovení nedůvěry kvůli nejasnostem kolem cesty premiérova syna Andreje Babiše mladšího do Moskvy a na Krym. | 92                                                               | 90                                                               | 0                                                                | 182                                                              | 101                                                              | Návrh nebyl přijat                                               | Sněmovna o návrhu jednala na mimořádné 23. schůzi, svolané na 23. listopadu 2018, deset dnů po odvysílání investigativní reportáže Televize Seznam. Pro vyslovení nedůvěry hlasovali všichni přítomní zákonodárci navrhujících opozičních stran (ODS, Piráti, SPD, KDU-ČSL, TOP 09 a STAN), KSČM hlasovala spolu s vládním hnutím ANO pro vládu a poslanci koaliční ČSSD před hlasováním opustili sál. |
| 27. června 2019                                                  | Vyslovení nedůvěry                                               | Opozice požádala o vyslovení nedůvěry kvůli premiérovu střetu zájmů a občanským demonstracím.                                                  | 85                                                               | 85                                                               | 12                                                               | 192                                                              | 101                                                              | Návrh nebyl přijat                                               | V polovině června 2019, po zveřejnění předběžné verze závěrečné zprávy z auditu, který Evropská komise nechala provést počátkem roku kvůli podezření z pokračujícího střetu zájmů premiéra Andreje Babiše, požadovaly některé opoziční strany (ODS, Piráti, KDU-ČSL, TOP 09 a STAN) vyvolání hlasování o nedůvěře vládě. Sněmovna o návrhu jednala na mimořádné 32. schůzi, svolané na 26. června 2019. Jednání probíhalo dlouho do noci a k hlasování došlo kolem čtvrté hodiny ranní následujícího dne. Proti návrhu hlasovali všichni přítomní poslanci vládních ANO a ČSSD, komunisté se zdrželi. |
| 3. června 2021                                                   | Vyslovení nedůvěry                                               | Opozice požádala o vyslovení nedůvěry poté, co KSČM vypověděla vládě toleranci.                                                                | 89                                                               | 82                                                               | 0                                                                | 171                                                              | 101                                                              | Návrh nebyl přijat                                               | V dubnu 2021 KSČM kvůli neplnění dohodnutých podmínek ze strany ANO vypověděla dohodu o toleranci vládě. Koalice Piráti a Starostové a SPOLU mimořádnou schůzi iniciovaly 3. června, do té doby však komunisté změnili postoj s tím, že nechtějí být ani s vládou, ani s „pravicovou opozicí“. Poslanci KSČM před hlasováním opustili sál a návrh tak neprošel. Spolu s iniciátory hlasovali poslanci SPD a Trikolóry. |

### Poslanecká sněmovna PČR, 9. volební období od 2021
| Datum hlasování                          | Typ                                      | Iniciativa | Hlasování                                | Hlasování                                | Hlasování                                | Hlasování                                | Hlasování                                | Výsledek                                 | Poznámka |
| Datum hlasování                          | Typ                                      | Iniciativa | A                                        | N                                        | Z                                        | celkem                                   | kvórum                                   | Výsledek                                 | Poznámka |
| Vláda Petra Fialy (od 17. prosince 2021) | Vláda Petra Fialy (od 17. prosince 2021) | Vláda Petra Fialy (od 17. prosince 2021)                                                                                                | Vláda Petra Fialy (od 17. prosince 2021) | Vláda Petra Fialy (od 17. prosince 2021) | Vláda Petra Fialy (od 17. prosince 2021) | Vláda Petra Fialy (od 17. prosince 2021) | Vláda Petra Fialy (od 17. prosince 2021) | Vláda Petra Fialy (od 17. prosince 2021) | Vláda Petra Fialy (od 17. prosince 2021) |
| ---------------------------------------- | ---------------------------------------- | --- | ---------------------------------------- | ---------------------------------------- | ---------------------------------------- | ---------------------------------------- | ---------------------------------------- | ---------------------------------------- | --- |
| 13. ledna 2022                           | Žádost o důvěru                          | Řádná žádost vlády jmenované prezidentem po volbách                                                                                     | 106                                      | 87                                       | 0                                        | 193                                      | 97                                       | Získala důvěru a ujala se vlády          | Žádost vlády o vyslovení důvěry byla zařazena na 6. schůzi Poslanecké sněmovny. Projednávání začalo ve středu 12. ledna 2022 v 9 hodin. Až na menší přestávky probíhalo přes půlnoc do 7. hodiny ranní a po přestávce pokračovalo od 18 hodin, na hlasování došlo před 19. hodinou. Pro návrh hlasovali všichni přítomní členové vládní koalice tvořené ODS, STAN, KDU-ČSL, TOP 09 a Piráty. Proti se vyslovilo 87 poslanců za opoziční ANO 2011 a SPD. Celkově sněmovna o důvěře jednala přibližně 21 hodin, což znamenalo rekord v historii samostatné České republiky. |
| 2. září 2022                             | Vyslovení nedůvěry                       | Opozice požádala o vyslovení nedůvěry poté, co byl do funkce ředitele ÚZSI jmenován Petr Mlejnek, a zároveň z důvodu energetické krize. | 84                                       | 100                                      | 0                                        | 184                                      | 101                                      | Návrh nebyl přijat                       | Žádost podalo 74 opozičních poslanců (56 z hnutí ANO a 18 z SPD). Návrh byl projednáván na 36. schůzi. Projednávání začalo ve čtvrtek 1. září ve 13 hodin. Jednání trvalo bezmála 22 hodin, celá schůze pak téměř 23 hodin. |
| 18. ledna 2023                           | Vyslovení nedůvěry                       | Poslanci ANO si vyžádali hlasování se zdůvodněním, že koalice týden předtím neumožnila projednání opozičních témat na schůzi Sněmovny.  | 81                                       | 102                                      | 0                                        | 183                                      | 101                                      | Návrh nebyl přijat                       | |
| 19. října 2023                           | Vyslovení nedůvěry                       | Opoziční ANO požádalo o vyslovení nedůvěry kvůli setrvání Víta Rakušana v čele ministerstva vnitra po kauze Dozimetr.                   | 85                                       | 96                                       | 0                                        | 181                                      | 101                                      | Návrh nebyl přijat                       | Jednání zabralo 31 hodin ve dvou jednacích dnech. Pro nedůvěru hlasovalo 85 poslanců opozičních ANO a SPD, proti bylo 96 poslanců koalice. Zbylých 19 poslanců nebylo přítomných. |
| 18. června 2025                          | Vyslovení nedůvěry                       | Opozice požádala o vyslovení nedůvěry kvůli tzv. bitcoinové kauze.                                                                      | 94                                       | 98                                       | 0                                        | 192                                      | 101                                      | Návrh nebyl přijat                       | |